# Pierre Cornus
Pierre Cornus est un homme politique français né le 15 octobre 1748 à Toulouse (Haute-Garonne) et décédé le 18 juillet 1808 à Muret (Haute-Garonne).
Curé de la paroisse Saint-Jacques de Muret, il est député du clergé aux États généraux de 1789 pour le Comminges.

## Sources
- « Pierre Cornus », dans Adolphe Robert et Gaston Cougny, Dictionnaire des parlementaires français, Edgar Bourloton, 1889-1891 [détail de l’édition]